# 1,4,7-三氮杂环壬烷
1,4,7-三氮杂环壬烷（缩写：TACN）是一种环状的有机物，化学式为C6H12(NH)3。

## 合成
该化合物可由二亚乙基三胺通过用乙二醇二甲苯磺酸酯的大环化反应制备。
H2NCH2CH2NHCH2CH2NH2  +  3 TsCl  →  Ts(H)NCH2CH2N(Ts)CH2CHH2N(H)Ts  +  3 HCl
Ts(H)NCH2CH2N(Ts)CH2CH2N(H)Ts  +  2 NaOEt →  Ts(Na)NCH2CH2N(Ts)CH2CH2N(Na)Ts
Ts(Na)NCHH2CH2N(Ts)CH2CH2N(Na)Ts  + TsOCH2CH2OTs  +  →  [(CH2CH2N(Ts)]3  +  2 NaOTs
[(CH2CH2N(Ts)]3  +  3 H2O  →  [CH2CH2NH]3  +  3 HOTs

## 配位化学
TACN是一个研究热门的的三齿配体，它是三重对称的，可结合到准金属和过渡金属的八面体的一个面上。(TACN)M单元在动力学是惰性的，让其他配位点进一步合成转化。